# Fembandad sparv
Fembandad sparv (Amphispizopsis quinquestriata) är en huvudsakligen centralamerikansk fågel i familjen amerikanska sparvar inom ordningen tättingar. Den förekommer från sydligaste Arizona i USA och vidare söderut i västra Mexiko. Arten minskar i antal men beståndet anses ändå vara livskraftigt. 

## Kännetecken

### Utseende
Fembandad sparv är en medelstor (13–16 cm) och mörk sparv med lång stjärt och kraftig utdragen näbb. Fjäderdräkten är mörkgrå och brun med prydliga vita linjer i ansiktet som gett arten dess namn. Strupen är vit och mitt på bröstet syns en svart fläck.

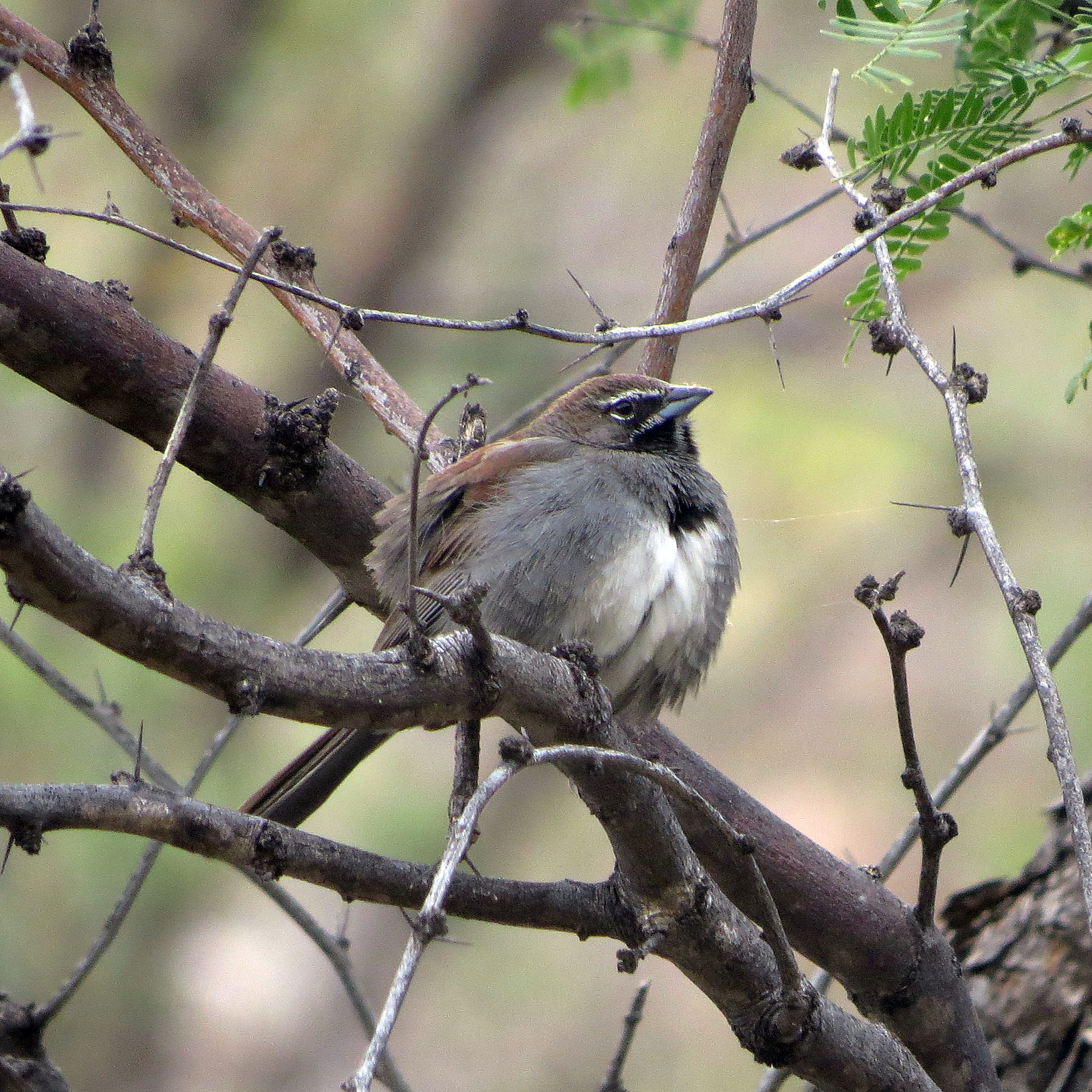

### Läte
Sången består av långsamma och osammanhängande serier med korta och ljusa toner som ofta uppreas: "tlik, kleesh kleesk, chik sedlik sedlik sedlik..." Lätet är ett hest "terp".

## Utbredning och systematik
Fembandad sparv delas upp i två underarter med följande utbredning:
- Amphispiza quinquestriata septentrionalis – förekommer från södra Arizona till nordvästra Mexiko (Sonora och västra Chihuahua till centrala Sinaloa)
- Amphispiza quinquestriata quinquestriata – förekommer i arida västra Mexiko (norra Jalisco)

### Släktestillhörighet
Arten placerades tidigare i släktet Aimophila, men DNA-studier visar att arterna i släktet så som det traditionellt är konstituerat är inte varandras närmaste släktingar. Fembandad sparv står närmast svartstrupig sparv (Amphispiza bilineata) och flyttades följaktligen först till det släktet. Sedan 2021 urskiljs den dock i ett eget släkte, Amphispizopsis, med tanke på det relativt stora genetiska avståndet arterna emellan och morfologiska skillnader. De båda arterna bildar en grupp tillsammans med lärksparv, svartsparv och de i Spizella.

### Familjetillhörighet
Tidigare fördes de amerikanska sparvarna till familjen fältsparvar (Emberizidae) som omfattar liknande arter i Eurasien och Afrika. Flera genetiska studier visar dock att de utgör en distinkt grupp som sannolikt står närmare skogssångare (Parulidae), trupialer (Icteridae) och flera artfattiga familjer endemiska för Karibien.

## Levnadssätt
Fågeln hittas i tätvuxen busköken, men även i tropisk lövskog och kanjoner. Födan består av frön och frukt (Celtis och Anisicanthus), men även insekter som skalbaggar och fjärilslarver. Häckningstiden sammanfaller troligen med de första sommarstormarna.

## Status och hot
Arten har ett stort utbredningsområde och en stor population uppskattad till 200 000 vuxna individer. Den minskar dock i antal, dock inte tillräckligt kraftigt för att anses vara hotad. Utifrån dessa kriterier kategoriserar internationella naturvårdsunionen IUCN arten som livskraftig (LC).

## Namn
Fågelns vetenskapliga artnamn quinquestriata betyder just "fembandad".